# Dischistodus chrysopoecilus
Dischistodus chrysopoecilus és una espècie de peix de la família dels pomacèntrids i de l'ordre dels perciformes.

## Morfologia
Els mascles poden assolir els 15 cm de longitud total.

## Distribució geogràfica
Es troba a Indonèsia, Singapur, les Filipines, Palau, Nova Guinea i Salomó.